# Yeo Sung-hae
Đây là một tên người Triều Tiên, họ là Yeo.
Yeo Sung-hae  (tiếng Hàn: 여성해; sinh ngày 6 tháng 8 năm 1987) là một cầu thủ bóng đá người Hàn Quốc hiện đang thi đấu ở vị trí hậu vệ cho Ratchaburi Mitr Phol tại Thai League 1.

## Thống kê câu lạc bộ
Tính đến 3 tháng 12 năm 2011
| Thành tích câu lạc bộ | Thành tích câu lạc bộ | Thành tích câu lạc bộ | Giải vô địch | Giải vô địch | Cúp                   | Cúp                   | Cúp Liên đoàn | Cúp Liên đoàn | Tổng cộng | Tổng cộng |
| Mùa giải              | Câu lạc bộ            | Giải vô địch          | Trận         | Bàn          | Trận                  | Bàn                   | Trận          | Bàn           | Trận      | Bàn       |
| Nhật Bản              | Nhật Bản              | Nhật Bản              | Giải vô địch | Giải vô địch | Cúp Hoàng đế Nhật Bản | Cúp Hoàng đế Nhật Bản | Cúp Liên đoàn | Cúp Liên đoàn | Tổng cộng | Tổng cộng |
| --------------------- | --------------------- | --------------------- | ------------ | ------------ | --------------------- | --------------------- | ------------- | ------------- | --------- | --------- |
| 2010                  | Sagan Tosu            | J2 League             | 25           | 0            | 2                     | 0                     | -             | -             | 27        | 0         |
| 2011                  | Sagan Tosu            | J2 League             | 31           | 2            | 1                     | 0                     | -             | -             | 32        | 2         |
| Tổng cộng sự nghiệp   | Tổng cộng sự nghiệp   | Tổng cộng sự nghiệp   | 56           | 2            | 3                     | 0                     |               |               | 59        | 2         |